# Micronucleu

Schema de funcționare a unui micronucleu

Un micronucleu este un nucleu minim al unui sistem de operare. În forma sa cea mai pură, oferă doar minimul de mecanisme pentru a implementa serviciile unui nucleu, spre deosebire de un nucleu monolitic unde toate serviciile sunt implementate în nucleu. 
Cele mai multe dintre funcțiile tradiționale ale nucleului (sistemul de fișiere, gestiunea memoriei, drivere de dispozitive, terminal, rețea etc.) rulează în modul de utilizator, la fel ca un proces obișnuit de utilizator. O cădere a unuia dintre aceste procese nu are impact asupra nucleului în ansamblu și sistemul poate continua să funcționeze. 
Exemple:
- Amoeba (micronucleu)
- BeOS
- Chorus
- Hurd
- Mach, utilizat în GNU Hurd și în Mac OS X
- Minix
- QNX
- RadiOS
- Seria  L4
- VSTa